# Ings
Ings – wieś w Anglii, w Kumbrii, w dystrykcie (unitary authority) Westmorland and Furness. Leży 58 km na południe od miasta Carlisle i 368 km na północny zachód od Londynu.